# Адамовка (Львовская область)
Ада́мовка (укр. Адамівка) — село в Лопатинской поселковой общине Шептицкого района Львовской области Украины.
Население по переписи 2001 года составляло 120 человек. Занимает площадь 0,463 км². Почтовый индекс — 80232. Телефонный код — 3255.